# سرو ال اوئاوئنتون
سرو ال اوئاوئنتون (به اسپانیایی: Cerro El Huehuentón) یک کوه در مکزیک است. سرو ال اوئاوئنتون ۲٬۵۲۹٫۲۶ متر بالاتر از سطح دریا واقع شده‌است.